# 瘸腿野马

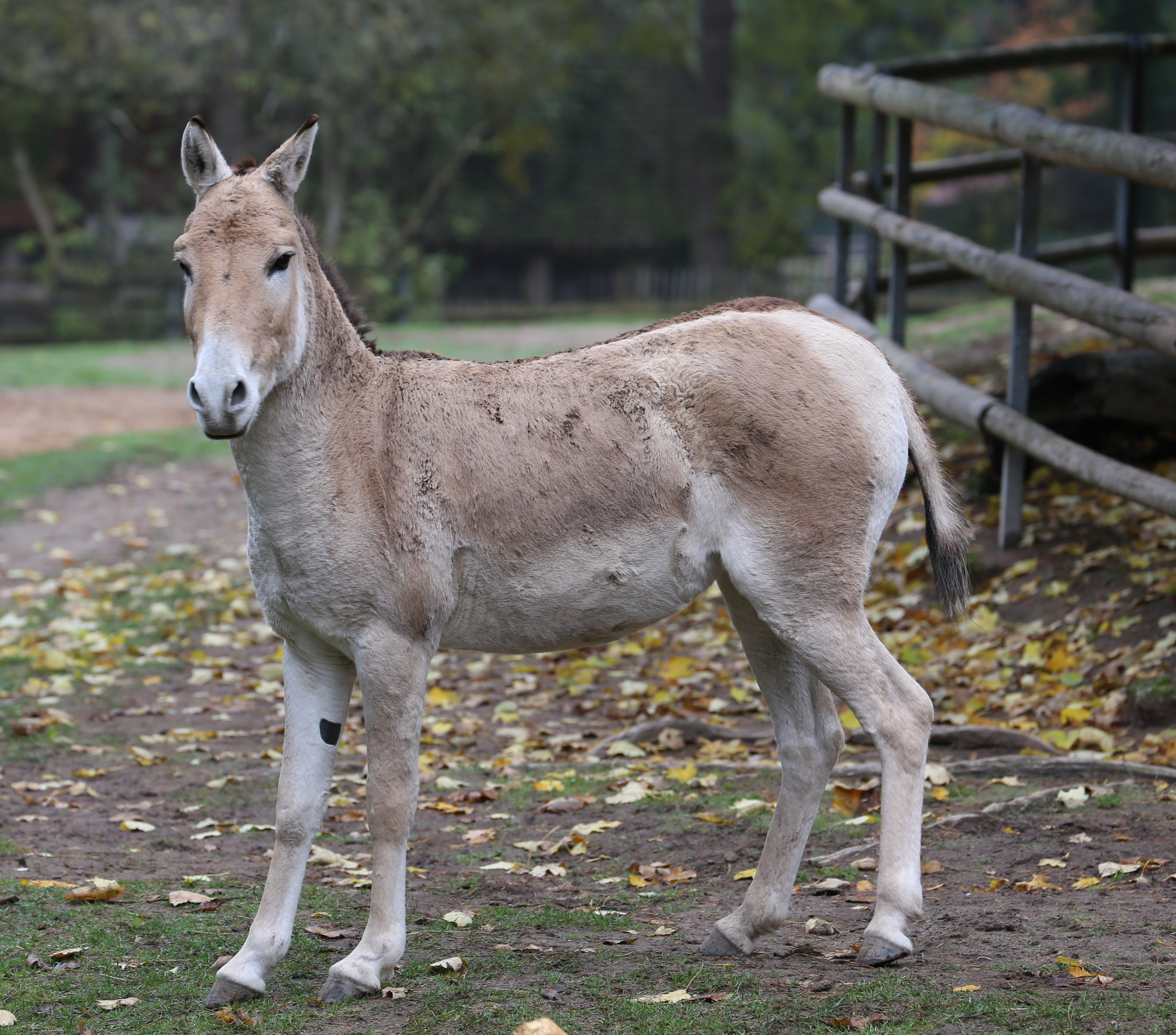
亚洲野驴

《瘸腿野马》（或译《跛行之马》，羅馬化：Aqsaq qulan，直译：瘸腿的亚洲野驴）是哈萨克人的一首传统冬不拉奎依乐曲。
奎依乐曲通常伴随着相关的传说故事。《瘸腿野马》的故事与成吉思汗及其长子朮赤汗有关，在哈萨克人中无人不知。传说朮赤汗在打猎时射伤了一匹野马（一种似马似驴的动物，中文称亚洲野驴），在追赶过程中却被野马踢中身亡。成吉思汗命人寻找朮赤的踪迹，并且要往带来坏消息的人喉咙里灌铅水。哈萨克乐手凯特布哈自告奋勇去见成吉思汗。他问大汗：谁能让浑浊的江河源头变清？谁能让根部枯萎的树木重生？大汗表示那只有朮赤可以做到。然后凯特布哈演奏了《瘸腿野马》，用音乐展现朮赤之死的场面。成吉思汗听后又悲伤又愤怒。因为诉说坏消息的不是凯特布哈，而是他弹奏的冬不拉（一说阔布孜），因此只好往琴身上灌铅水，从此冬不拉就有了音孔。:540-541
这则故事成为了许多改编作品的基础。1968年，哈萨克影业制作了12分钟的动画短片《瘸腿野马》（Ақсақ құлан）。1982年，中国哈萨克族作家艾克拜尔·米吉提在《人民文学》上发表了短篇小说《瘸腿野马》。
吉尔吉斯人中也有同样的故事，只是冬不拉变成了吉尔吉斯的代表性乐器火不思。:72
据考证，故事的源头来自波斯萨珊王朝。传说“得胜王”霍斯劳二世心爱的骏马沙布德兹生病之后，国王声称，谁要是带来了马死去的消息，就把谁杀掉。沙布德兹死后，宫廷乐师巴尔巴德前去给霍斯劳演奏乐曲。国王听得十分动情，说：“沙布德兹死了！”因为是霍斯劳自己说出的消息，因此无人受到惩罚。巴尔巴德使用的乐器是巴尔巴特，与冬不拉和火不思同属有颈拨弦乐器，有着密切的关系。:71-72